# Jorge Marrón Orozco
Jorge Marrón Orozco (Acapulco, Guerrero, 1952) es un pelotari mexicano, dos veces campeón del mundo en la especialidad de frontenis. 

## Trayectoria
Jorge Marrón empezó a practicar el deporte en el Frontenis Club de Acapulco. En 1974, a la edad de 22 años, conquistó su primer torneo a nivel nacional en el Campeonato Nacional Estudiantil en la modalidad de singles.
Entre 1977 y 1992 fue cinco veces campeón nacional de frontenis. Durante ese mismo periodo conquistó 32 títulos de singles y 23 de dobles en torneos nacionales abiertos.
En el Campeonato del Mundo de Pelota de Vasca de 1978, celebrado en la ciudad de Biarritz, Francia, obtuvo la medalla de oro en frontenis en la modalidad de dobles junto a Carlos Chávez. Ocho años más tarde, en el Campeonato Mundial de Pelota Vasca de 1986, celebrado en Vitoria, España, fue capitán de la delegación mexicana y obtuvo nuevamente el título de frontenis en la modalidad de dobles, esta vez haciendo pareja con José Becerra Torres.
En los Juegos Panamericanos de La Habana 1991 obtuvo la medalla de plata en la especialidad de Frontón Cubano.
Fue director y organizador del torneo "Copa Melly Marrón", celebrado en Acapulco entre 1973 y 1998.
En 2003 fue ingresado al Salón de la Fama de la Confederación Deportiva Mexicana.
Está casado con Mague Marrón, también pelotari, campeona mundial de frontenis en la modalidad de dobles. Las estrellas de ambos están colocadas en el Salón de la Fama del Deporte del estado de Guerrero.